# Индекс автомобильных номеров Латвии

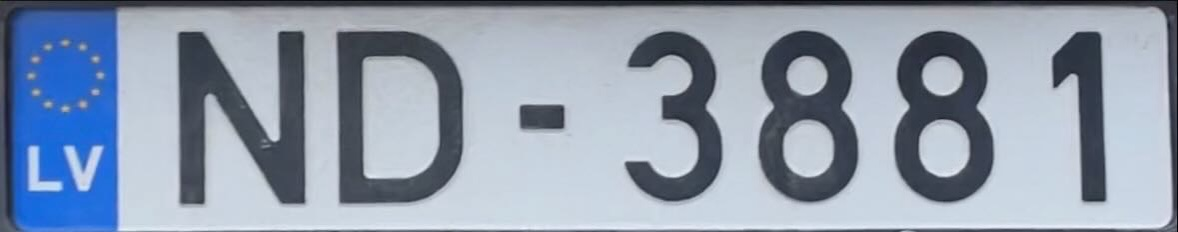
Современный латвийский автомобильный номер

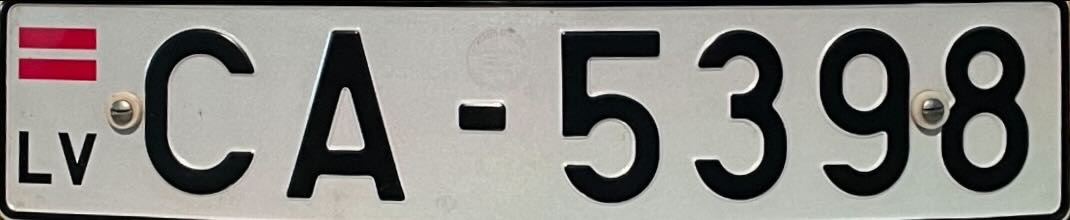
Латвийский автомобильный номер 1992-2004 годов

Автомобильные номера Латвии — номерные знаки, предназначенные для регистрации легковых и грузовых автомобилей, автобусов, прицепов, мотоциклов и спецтехники на территории Латвии.

## История

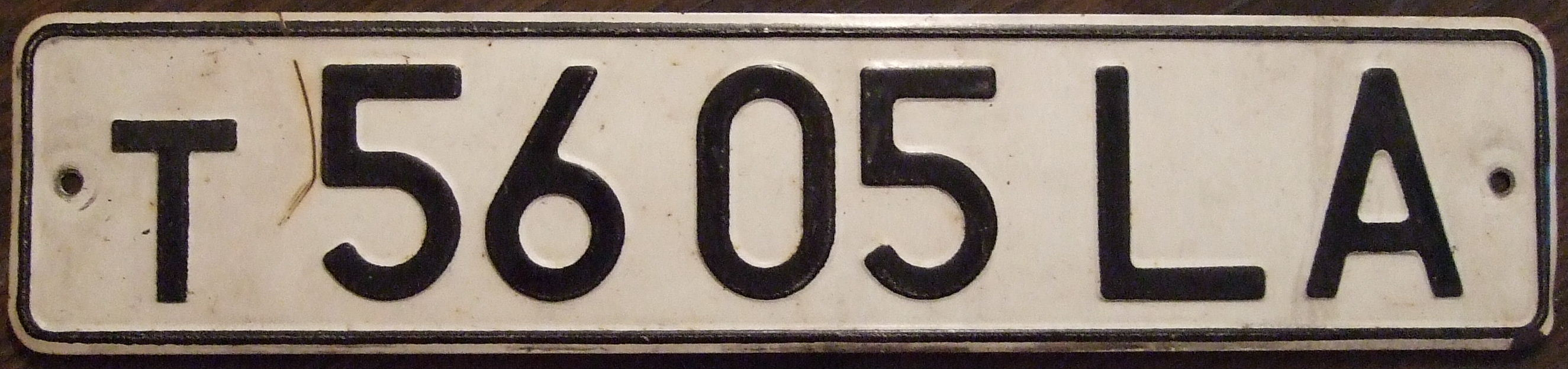
Латвийский автомобильный номер переходного периода (1991—1992 годы)

Первые номера на территории современной Латвии появились в 1904 году, когда Латвия входила в Российскую империю в виде трёх губерний — Лифляндской, Курляндской и Витебской. Каждая губерния имела свои номерные знаки, которые следовало менять каждый год.
В 1909 году в Лифляндской губернии ввели номера, привязанные к полицейским участкам, номера начали рисовать красными цифрами на белом фоне.
В 1913 году вид номеров снова поменялся: фон номеров стал красный, на нём писались четыре цифры и буквы РА.
После Первой Мировой войны и последующим провозглашением независимости Латвии, автомобилям не требовалась регистрация ввиду их крайне малого количества.
Учёт автомобилей латвийскими номерами собственного стандарта начался с 1925 года. Номер выполнялся в стандартной чёрно-белой гамме и содержал до четырёх цифр, каждому уезду был выделен свой диапазон чисел.
В 1930-х годах номера были модифицированы — слева на номерах стали писать город и год выдачи номера.
В 1940 году, после присоединения Латвии к СССР, на её территории стали выдаваться новые номерные знаки. Эти знаки были похожи на знаки советского стандарта 1936 года, но отличались шрифтом, а также присутствием латинской серии LR, трёх цифр вместо четырёх и печати ГАИ СССР.
В 1941—1944 годах территория Латвии была оккупирована немецкими войсками и входила в рейхскомиссариат Остланд. Сначала Латвия начала выдачу собственных номеров серий LS (1—5000 для легковых автомобилей, 5001—9999 для автобусов) и LT (1—5000 для грузовых автомобилей, 5001—9999 для служебной техники), но с осени 1942 года была введена немецкая система (серия RO и пять цифр в диапазоне 30000—49999).
После освобождения Латвии, на её территории начата выдача номеров советского стандарта общереспубликанских серий, принадлежавших Латвийской ССР (общереспубликанские серии ЛА и ЛТ).
В первые годы независимости номера повторяли последний советский стандарт, но вместо кириллических букв — латиница. Единственным исключением были экспортные номера — они повторяли автомобильные номера, но вместо первой буквы рисовалась широкая бледно-жёлтая полоса.
В 1992 году был принят современный стандарт, только слева отсутствовала синяя полоса, и вместо флага Евросоюза на номерах изображался латвийский флаг.
С 2004 года действует современный формат латвийских номеров.

## Автомобильные номера
Автомобильный регистрационный номерной знак Латвии состоит из двух букв и через дефис от одной до четырёх (обычно) цифр. Разница в количестве цифр вызвана тем, что в Латвии нельзя начинать номер с нуля. Если в номере употребляется меньше четырёх цифр, на месте отсутствующих нулей стоят пробелы. То есть номер, который в другой стране имел бы формат АА-0001, в Латвии выглядит как АА- 1.

### Цвет и размеры
|  |

Современные номера, как передние, так и задние, выполняются чёрными буквами на белом фоне. С 26 июня 2015 года также выдаются номера, выполняемые голубыми символами на белом фоне; данные номера предназначены для регистрации электромобилей, которые имеют право передвигаться по полосам общественного транспорта. Изначально все номера электромобилей были серии EX, но позже другие серии начали использоваться тоже.

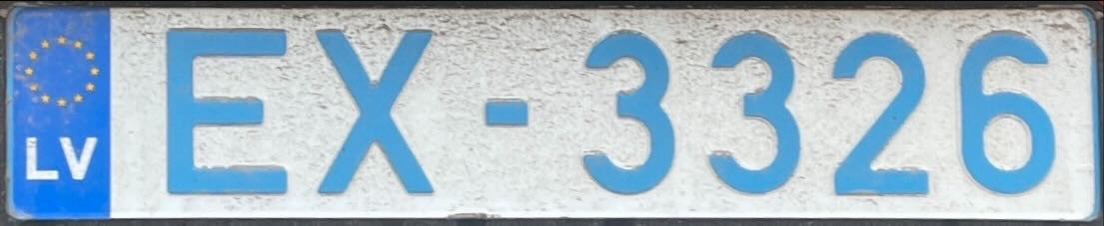
Латвийский автомобильный номер электромобилей

До 2004 года в левой части номера помещался маленький национальный флаг с инициалами LV. После вступления Латвии в Европейский союз в левой части знака располагается синий прямоугольник с символом ЕС и инициалами LV. Размер переднего номерного знака — 520×111 мм. Размеры заднего знака могут варьироваться:
- 520×111 мм (обычный)
- 285×203 мм (квадратный двухрядный, для джипов)
- 320×111 мм (уменьшенный, американского типа). На номерах такого типа умещается лишь 4 символа, причём без дефиса (типа AB12), хотя на лицевом знаке (обычного размера) дефис присутствует (AB-12).

В отличие от большинства стран ЕС, латвийские номера не содержат обозначений, привязанных к регионам. То есть по номеру невозможно определить, где он выдан.

### Индивидуальные (именные) номера

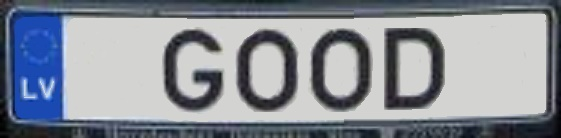
Образец индивидуального автомобильного номера

В Латвии разрешены именные номера. Стоимость их получения в 2006 году возросла с 542 латов и 80 сантимов до 2500 латов. Именные номера могут содержать от двух до восьми символов, включая пробелы. Один и тот же символ не может быть повторён более трёх раз подряд. Именной знак не может содержать исключительно цифры, то есть минимально допустимый вариант — одна буква плюс одна цифра.
Весь автопарк рижского аэропорта также фактически имеет индивидуальные номера — они все начинаются со слова LIDOSTA, после которого ставится порядковый номер.

## Другие выдаваемые типы номеров
| Прицепные номера отличаются от автомобильных наличием лишь одной буквы в серии. Могут быть как однорядными, так и двухрядными. Позже начали так же использоваться номера которые используют 3 цифры и одну букву на конце вместо 4 цифр. |
| Номерные знаки мотоциклов имеют уменьшенный размер, а буквенная комбинация начинается с Т. Для мопедов номерные знаки имеют ещё меньшие габариты, в верхнем ряду содержится одна буква, в нижнем — две цифры и буква. С 2015 года на электроскутеры, также как на электромобили, выдаются номера, выполненные голубыми символами, при этом вместо второй цифры может присутствовать буква. |
| Такси имеют номера жёлтого цвета, а буквенная комбинация у них — TX и TQ. До 2004 года вместо синей полосы с флагом Евросоюза на номерах такси наносилась буква Т, под которой рисовались три «шашечки». |
| Номера спецтехники и прицепов к ней имеют двухрядное исполнение, флаг и автомобильный код «LV» на них отсутствуют. В верхнем ряду ближе к левому углу располагается буква Т (для тракторов) или P (для прицепов); ближе к правому углу — две буквы серии. В нижнем ряду располагаются цифры (от одной до четырёх). С 2020-х годов на трактора также выдаются номера на зелёном фоне, без буквенного кода Т или P. В переходный период (1991—1992 годы) для спецтехники использовался соответствующий советский номер последнего стандарта, только пластина красилась в синий цвет, в верхнем ряду располагалась буква L и три цифры, а нижний ряд оставался свободным. |
| Транзитные номера имеют тот же формат, что и автомобильные номера, только между буквами и цифрами отсутствует дефис, а справа располагается красная полоса, примерно равная по ширине синей полосе слева от букв. На двухрядном исполнении номера синяя полоса рисуется на всю ширину знака, а красная — только до середины. До 2004 года красная полоса располагалась слева, что позволяло повторить формат автомобильного номера с точностью до дефиса. |
| Дилерские номера фактически являются разновидностью транзитных номеров, но имеют свой формат. Выполняется номер красными символами, после синей европолосы следует буква B, затем две—три цифры и через дефис ещё одна цифра. Где-то до 2010 года последняя цифра имела более мелкий размер и тяготела к верхнему углу, после 2010 года размеры всех символов сравнялись. Существуют также дилерские мотономера: они имеют двухрядное исполнение, в верхнем ряду буква (чаще всего — А), в нижнем — цифры как в автомобильном дилерском номере. До 2004 года номера имели иной формат: две—три цифры, и через дефис буква Т.                                           |
| Номера автомобилей иностранных дипломатов имеют красный фон. Буквенная группа у них может иметь вид С, CC или CD, а первые две (три) из четырёх (пяти) цифр обозначают государство, которое представляет дипломат (например, Россия — 33). С 2015 года также выдаются дипломатические номера на электромобили, цвет символов у таких номеров — голубой. |
| Номера транспортных средств, принадлежащих вооружённым силам, ничем не отличаются от обычных автомобильных номеров, но первые две буквы серии — LA (Latvijas armija). |
| Номера ретро-автомобилей и ретро-мотоциклов также ничем внешне не отличаются от обычных номеров, но первые две буквы серии — VS. |
| Автомобиль президента — на номерной табличке вместо номера изображён большой герб Латвии. |